# Тимошенко, Яков Ефимович
Я́ков Ефи́мович Тимоше́нко (25 ноября 1897, Лапени, Чаусский уезд, Могилёвская губерния, Российская империя ― 9 апреля 1975, Нижний Новгород, РСФСР, СССР) ― советский военачальник. Участник Первой мировой и Гражданской войн. В годы Великой Отечественной войны ― командир 231 стрелковой дивизии 1 Дальневосточного фронта, генерал-майор (1944). Участник советско-японской войны. Военный комиссар Марийской АССР (1947―1956). Кавалер ордена Ленина (1945). Член ВКП(б) с 1930 года.

## Биография
Родился 25 ноября 1897 года в с. Лапени ныне Чаусского района Могилёвской области Белоруссии.
В 1916 году призван в Русскую императорскую армию:  мобилизован на военную службу и зачислен рядовым в запасной батальон в г. Рыбинск. В начале августа направлен на фронт. В ноябре зачислен в учебную команду при 81-й пехотной дивизии. 15 января 1917 года окончил её и направлен младшим унтер-офицером в 324-й пехотный Клязьменский полк. В его составе служил взводным командиром, дослужился до старшего унтер-офицера. В апреле 1917 года по болезни убыл в месячный отпуск, по его окончании в часть не вернулся. В июне арестован и вновь направлен в часть, где был разжалован и направлен в дивизионный госпиталь повозочным. В госпитале прослужил до декабря 1917 года, после чего демобилизован и вернулся на родину.
В Гражданскую войну в 1918 году добровольно вступил в Красную гвардию и был избран помощником начальника 1-го Раснянского красногвардейского отряда Могилевской губернии. В мае с отрядом переведён в 6-й Кромский полк, назначен командиром отделения. В декабре 1918 года переведён в 212-й Московский полк 24-й Симбирской железной стрелковой дивизии. В полку занимал должности командира отделения, взвода, помощника командира и командира роты. Участвовал в боях против белоказаков генерала А. И. Дутова под Самарой, Симбирском, Оренбургом и Орском, колчаковских войск под Верхнеуральском, Уфой и на р. Белая. В августе 1921 года переведён командиром роты в 209-й стрелковый полк 70-й бригады этой же дивизии. В октябре ― ноябре 1921 года проходил подготовку на повторных командных курсах при штабе дивизии (дивизионная школа), по окончании оставлен в этой школе командиром взвода. С июля по сентябрь 1922 года Я. Е. Тимошенко находился на 77-х Сумских пехотных курсах, по возвращении в дивизию назначен командиром взвода 70-го стрелкового полка. С декабря 1923 года проходил службу в 295-м стрелковом полку 44-й стрелковой дивизии УВО в должностях командира взвода и помощника командира роты. В сентябре 1925 года направлен на учёбу в Киевскую объединённую школу подготовки командиров имени С. С. Каменева (пехотное отделение), по окончании в сентябре 1927 года назначен командиром взвода 99-го стрелкового полка 33-й стрелковой дивизии Белорусского военного округа. В декабре 1929 года направлен в распоряжение штаба ОКДВА, по прибытии назначен в 119-й стрелковый полк 40-й стрелковой дивизии. В полку занимал должности командира взвода, хозяйственной роты, учебной роты.
В 1930 году вступил в ВКП(б). С апреля 1934 года ― исполняющий обязанности начальника штаба учебного батальона 120-го стрелкового полка 40-й стрелковой дивизии. С апреля по ноябрь 1935 года в порядке стажировки был начальником штаба танкового батальона по возвращении в полк и назначен командиром стрелкового батальона, капитан. С декабря 1936 по август 1937 года проходил подготовку на курсах «Выстрел», затем вернулся на прежнюю должность. В октябре 1937 года назначен начальником 1-й части управления Де-Кастринского УРа ОКДВА.
Участник Великой Отечественной войны: в 1940―1941 годах ― командир 214 стрелкового полка 12 стрелковой дивизии, полковник. Дивизия дислоцировалась в Благовещенске, входила в состав 2-й Краснознаменной армии Дальневосточного фронта и в боевых действиях участия не принимала. Затем ― командир 231-й стрелковой дивизии 1-го Дальневосточного фронта, генерал-майор (1944). Участник советско-японской войны: участник Маньчжурской, Харбино-Гиринской наступательной операции. По итогам боёв его дивизия была награждена орденом Красного Знамени, а имя её командира Я. Е. Тимошенко названо в приказе Верховного Главнокомандующего И. В. Сталина № 372 от 23 августа 1945 года.
В 1947―1956 годах ― военный комиссар Марийской АССР. Уволен из армии по достижении предельного возраста в декабре 1955 года. Награждён Почётной грамотой Президиума Верховного Совета Марийской АССР.
В 1951―1954 годах избирался депутатом Верховного Совета Марийской АССР.
Награждён орденами Ленина, Красного Знамени (трижды), Красной Звезды степени и медалями. 
Скончался 9 апреля 1975 года в Нижнем Новгороде, похоронен на городском кладбище «Марьина Роща».

## Награды
- Орден Ленина (21.02.1945)[2][5]
- Орден Красного Знамени (03.11.1944; 05.10.1945, 1945)[2][5]
- Орден Красной Звезды (04.06.1944)[2][5]
- Медаль «За победу над Германией в Великой Отечественной войне 1941—1945 гг.» (09.05.1945)[4][5]
- Медаль «За победу над Японией»[4][5]
- Медаль «За доблестный труд. В ознаменование 100-летия со дня рождения Владимира Ильича Ленина»
- Почётная грамота Президиума Верховного Совета Марийской АССР (1951)[6][1]